# Vagtskifte
Vagtskifte er en militær ceremoni, der finder sted når vagten skal udskiftes. Den finder ofte sted på kongelige slotte, men finder også sted andre steder.
Vagtskiftet kan, afhængigt af omstændighederne, være mere eller mindre spektakulært, men det indebærer altid en vis form for ceremoniel, idet den tiltrædende vagt officielt skal afløse den aftrædende vagt.

## Danmark
I Danmark foregår der dagligt et vagtskifte på Amalienborg, udført af Den Kongelige Livgarde.
På slottet er der forskellige former for vagter, afhængig af hvem der bebor slottet. De forskellige vagter udløser derved også forskellige vagtskifter.
Det mest spektakulære vagtskifte foregår ved skift af en kongevagt, hvor majestæten er tilstede på slottet, heri indgår faneceremoniellet, hvor aftrædende vagts fane udskiftes med tiltrædende vagts.
Ved en løjtnantsvagt er styrken dels lidt mindre, dels indgår faneceremoniellet ikke, men der er dog stadig musikkorps og tambourkorps, i modsætning til en palævagt, hvor vagtstyrken kun består af atten mand og en sergent.
Mindre vagtskifter finder sted på andre slotte, hvor majestæten opholder sig: Fredensborg slot, Marselisborg og Gråsten slot. 
Derudover foregår der et dagligt vagtskifte på Rosenborg slot, samt i særlige tilfælde ved Christiansborg slot. 
Der foregår endvidere også et dagligt vagtskifte på Kastellet.

## Andre lande

### Grækenland
I Athen udfører Evzones hver time et vagtskifte ved den ukendte soldats grav på Syntagmapladsen.

### Norge
Ved Det Kongelige Slott i Oslo, udfører Kongens Garde et dagligt vagtskifte.

### Storbritannien
I London skifter vagten foran Buckingham Palace dagligt om sommeren, hver anden dag om vinteren.

### Sverige
Hver dag skiftes vagten, opstillet af Högvakten, ved Stockholms Slot